# Изгубеното десетилетие
Изгубеното десетилетие (на японски: 失われた十年, Ushinawareta Jūnen) е период на икономическа стагнация в Япония от 1991 до 2001 г., причинен от спукването на японския финансов балон в края на 1991 г.
От 1991 до 2003 г. японската икономика (БВП) нараства само с по 1,14% годишно – много по-бавно спрямо останалите индустриализирани държави.
Понятието първоначално се отнася за годините от 1991 до 2001 г., но по-късно е разширено, обхващайки и годините до 2010 г. Поради тази причина, в днешно време често се говори за Изгубените 20 години (на японски: 失われた二十年, Ushinawareta Nijūnen). Сериозно засягайки цялата икономика на Япония от 1995 до 2007 г., БВП на страната спада от 5,33 трилиона долара до 4,36 трилиона долара в номинално отношение, а реалната заплата спада с около 5%, докато държавата търпи стагнация при нивата на цените. И докато съществуват спорове относно мащаба на японските спънки, икономическото въздействие на Изгубеното десетилетие е ясно видимо, а японските политици продължават да се борят с последиците от него.

## Причини
Изгубеното десетилетие на Япония в основата си е причинено от спекулациите по време на бум. Рекордно ниските лихви захранват спекулациите на пазара за недвижими имоти и стоки, които поскъпват много през 1980-те години. Оценките на имотите и публичните компании се утрояват и стигат до момент, в който площ от три квадратни метра близо до Токийския императорски дворец е се продава за 600 000 долара.
След като осъзнава, че балонът вече не може да бъде удържан, японското министерство на финансите вдига лихвите в опит да намали спекулациите. Този ход бързо довежда до срив на фондовия пазар, защото кредитополучателите не успяват да изплащат многото си дългове, които дотогава са се крепили на спекулативните активи. В крайна сметка, тези проблеми се проявяват под формата на банкова криза, довела до няколко правителствени спасителни пакета.

## Криза
След първоначалния икономически шок, икономиката на Япония изпада в т.нар. Изгубено десетилетие, при което икономическият растеж спира през следващите десет години. Страната търпи много малък икономически растеж и дефлация, а японските стокови борси са сринати. Пазарът на имотите така и не се възстановява до нивата си отпреди икономическия бум.
Някои икономисти хвърлят вината за Изгубеното десетилетие върху потребителите и компаниите, които са пестили твърде много и са накарали икономиката да забави своя ход. Според други, истинският виновник за упадъка е застаряващото население на страната или паричната ѝ политика (или и двете). В частност, бавният отговор на Банката на Япония за намеса на пазара е възможно да е изострил проблема. В действителност, много от тези фактори е вероятно да са допринесли за стагнацията.
След кризата много японски граждани започват да пестят много и да харчат по-малко, което оказва отрицателно влияние върху съвкупното търсене. Това води до дефлация, която от своя страна допълнително мотивира потребители да пестят парите си, като така се навлиза в дефлационна спирала.